# 阿珀努斯鎮區 (堪薩斯州富蘭克林縣)
阿珀努斯鎮區（英語：Appanoose Township）為位在美國堪薩斯州富蘭克林縣的鎮區。2010年美国人口普查中該鎮區人口有306人。

## 地理
阿珀努斯鎮區涵蓋面積77.45平方（29.90平方英里），境內無城鎮及非建制地區。根據美國地質調查局的資料，此鎮區僅有1座墓園：迪恩墓園（Dean Cemetery）。
該鎮區有東阿珀努斯溪（East Appanoose Creek）等溪流通過。

## 外部連結
- USGS Geographic Names Information System (GNIS) （页面存档备份，存于）
- US-Counties.com
- City-Data.com （页面存档备份，存于）